# All I Have to Do Is Dream
«All I Have to Do Is Dream» (рус. Всё, что мне остаётся, это мечтать) — популярная песня американского дуэта The Everly Brothers, записанная в 1958 году. Под номером 142 входит в список 500 величайших песен всех времён по версии журнала Rolling Stone.
Песня была записана 6 марта 1958 года и выпущена на сингле в апреле того же года. Это единственная песня, которая одновременно заняла 1-е место во всех категориях хит-парада журнала «Билборд» (2 июня 1958 года). Она достигла вершины американских хит-парадов «Most played by Jockeys» и «Top 100» 19 мая 1958 года и держалась там пять и три недели соответственно. Когда в августе 1958 года появился хит-парад синглов Billboard Hot 100 («„Горячая сотня“ Билборда»), песня также вошла в него и к концу года поднялась до 2-го места.